# Heraclia viettei
Heraclia viettei är en fjärilsart som beskrevs av Sergius G. Kiriakoff 1973. Heraclia viettei ingår i släktet Heraclia och familjen nattflyn. Inga underarter finns listade i Catalogue of Life.